# Ondjaki
Ndalu de Almeida, mais conhecido pelo pseudônimo Ondjaki (Luanda, 5 de julho de 1977), é um poeta e escritor angolano.

## Biografia
Fez ensino primário e secundário em Luanda. Estudou em Lisboa onde se licenciou em sociologia. Fez o doutoramento em estudos africanos em Itália em 2010. Obteve o segundo lugar no prémio António Jacinto realizado em Angola, e publica o primeiro livro.
Depois de estudar por seis meses em Nova Iorque na Universidade de Colúmbia, filma com Kiluanje Liberdade o documentário Oxalá cresçam pitangas - histórias da Luanda.
Sua trajetória artística passa também pela atuação teatral e pela pintura. Aproveitou a sua estadia em Lisboa para cursar teatro amador e taiji quan.
As suas obras foram traduzidas para diversas línguas, entre elas francês, inglês, alemão, italiano, espanhol e chinês. Como por exemplo "a bicicleta que tinha bigodes". Em 2000, conquistou a segunda posição no concurso literário angolano António Jacinto, e lançou seu primeiro volume poético, Actu Sanguíneu. No ano de 2001 é lançado o livro Bom Dia, Camaradas, obra que o consolida como romancista.
Ele integra antologias de cunho internacional, publicadas no Brasil, Uruguai e em Portugal. Foi laureado pelo Grande Prémio de Conto Camilo Castelo Branco em 2007, pelo seu livro Os da Minha Rua. Recebeu, na Etiópia, o prémio Grinzane por melhor escritor africano de 2008.
Em Outubro de 2010 ganhou, no Brasil, o Prêmio Jabuti de Literatura, na categoria Juvenil, com o romance Avó Dezanove e o Segredo do Soviético. O Jabuti é um dos mais importantes prémios literários brasileiros atribuído em 21 categorias. Em 2013, recebeu o Prémio Literário José Saramago por seu romance Os Transparentes.
Em 2023, recebeu o Prémio Vergílio Ferreira (Universidade de Évora). Atualmente mora em Luanda, Angola. É filho de Júlio de Almeida "Jujú", e de Elsa "Njolela".

## Obras
- Os da minha rua (16 junho 2008)
- AvóDezanove e o segredo do soviético (15 junho 2009)
- Quantas madrugadas tem a noite (1 janeiro 2011)
- Os transparentes (26 junho 2013)
- Bom dia, camaradas (29 janeiro 2014)
- O assobiador (20 agosto 2020)
- Materiais para confecção de um espanador de tristezas (30 julho 2021)
- O livro do deslembramento (25 julho 2022)
- O convidador de pirilampos (23 dezembro 2022)